# L'Apprenti assassin
L'Apprenti assassin est un roman de fantasy écrit par Robin Hobb, le premier de l'autrice sous ce pseudonyme. Traduction française du livre original Assassin's Apprentice publié en 1995, il a été publié en français le 17 décembre 1998 aux éditions Pygmalion et constitue le premier tome de L'Assassin royal. Ce roman constitue un ensemble clos, contrairement aux deux suivants en langue originale (tome 2 à 6 en traduction française), conçus dans la perspective d'un cycle complet.
L'histoire des personnages du premier cycle de L'Assassin royal continue dans le deuxième cycle nommé en langue originale The Tawny Man. Une autre série de Robin Hobb, Les Aventuriers de la mer, se déroulant dans le même monde, se situe chronologiquement entre ces deux cycles et introduit des personnages importants du deuxième cycle.

## Résumé
Ce premier livre raconte les débuts de Fitz (son vrai nom étant FitzChevalerie, hérité de son père, Chevalerie) comme bâtard, au château de Castelcerf où il commence son entraînement d'assassin, et se termine par sa première mission qu'il finira au péril de sa vie. 
L'histoire débute avec Fitz (jusque-là appelé « Petit »), déposé par son modeste grand-père au château d'Œil-de-Lune, puis présenté au prince Vérité, sa famille ne pouvant l'entretenir à cause de ses moyens limités. Malgré son très jeune âge, Fitz montre des dispositions dans une ancienne magie obscure appelée le Vif, qui lui permet de communiquer par télépathie avec un chien nommé Fouinot. Vérité décide d'emmener Fitz au château de Castelcerf. Inquiet pour la sécurité de ce fils illégitime, le prince Chevalerie (le père de Fitz) et sa femme, la dame Patience, ont abdiqué de leurs rangs de roi-servant et reine-servante bien avant que Fitz n'arrive à la cité royale. Fitz n'a pas un sang purement royal, il n'est donc pas accepté par le reste de la noblesse. Burrich, le bras droit du prince Chevalerie, est chargé d'élever Fitz, en le prenant comme garçon d'écurie. Fitz apprend vite ses devoirs et grandit bien qu'il soit très seul, surtout après que Burrich lui a interdit d'utiliser le Vif (une ancienne magie dont on prétend qu'elle transforme les hommes en bêtes) pour se lier avec les animaux.
Fitz accepte finalement d'être l'homme lige du roi Subtil et jure allégeance au roi. Il est engagé au service du roi Subtil et s'installe dans le château même. De là il rencontre Umbre, qui sera son instructeur d'assassinat…